# Armand Conrad
Armand Conrad (* 18. Dezember 1922 in Mulhouse; † 5. August 2010) war ein französischer Jazzmusiker (Tenorsaxophon, Klarinette).

## Leben und Wirken
Conrad studierte 1943 Klarinette am Conservatoire de Jazz von R. Bergman. 1946 machte er das Tenorsaxophon zu seinem Hauptinstrument und spielte bei Fred Adison; es folgten Tourneen mit André Persiani und Teddy Hameline.  Mitte der 1940er-Jahre spielte er in Paris in der Band des Pianisten Gaby Wagenheim, mit dem erste Aufnahmen entstanden. 1948 leitete er eine eigene Band, der Fred Gérard (Trompete), Maurice Vander (Piano) und Roger Paraboschi (Schlagzeug) angehörten. Mit seiner Band (der inzwischen Roger Guérin (Trompete), Jean-Pierre Mongeon (Piano), Guy de Fatto (Bass) und M. Wechler angehörten) begleitete er Rex Stewart bei der Grande Nuit du Jazz de 1949. In dieser Zeit spielte er auch bei Claude Bolling, an dessen Session mit Rex Stewart er beteiligt war. Im Jazzclub Tabou trat er um 1950 mit Christian Chevallier auf, im Nachtclub Rose Rouge mit der Sängerin Anita Love und mit Maurice Meunier. Ferner wirkte er in den 50ern bei Aufnahmen von André Persiani, Buck Clayton und Bernard Zacharias mit.
Um 1970 spielte Conrad im Orchester von Claude Abadie. In seinen späteren Jahren lebte er im Südosten Frankreichs. Sein Klarinettenspiel war von Mezz Mezzrow beeinflusst; seine Vorbilder am Tenorsaxophon waren Lester Young, Herschel Evans und Coleman Hawkins. Er schrieb auch Beiträge für die Revue du Jazz. Letzte Plattenaufnahmen entstanden ungefähr in den 1990er-Jahren mit The Dumoustier Stompers. Im Bereich des Jazz war er ab 1945 an zwölf Aufnahmesessions beteiligt. Er starb 2010 an Herzversagen in Folge einer Dialyse-Behandlung.